# Hans Buchheim

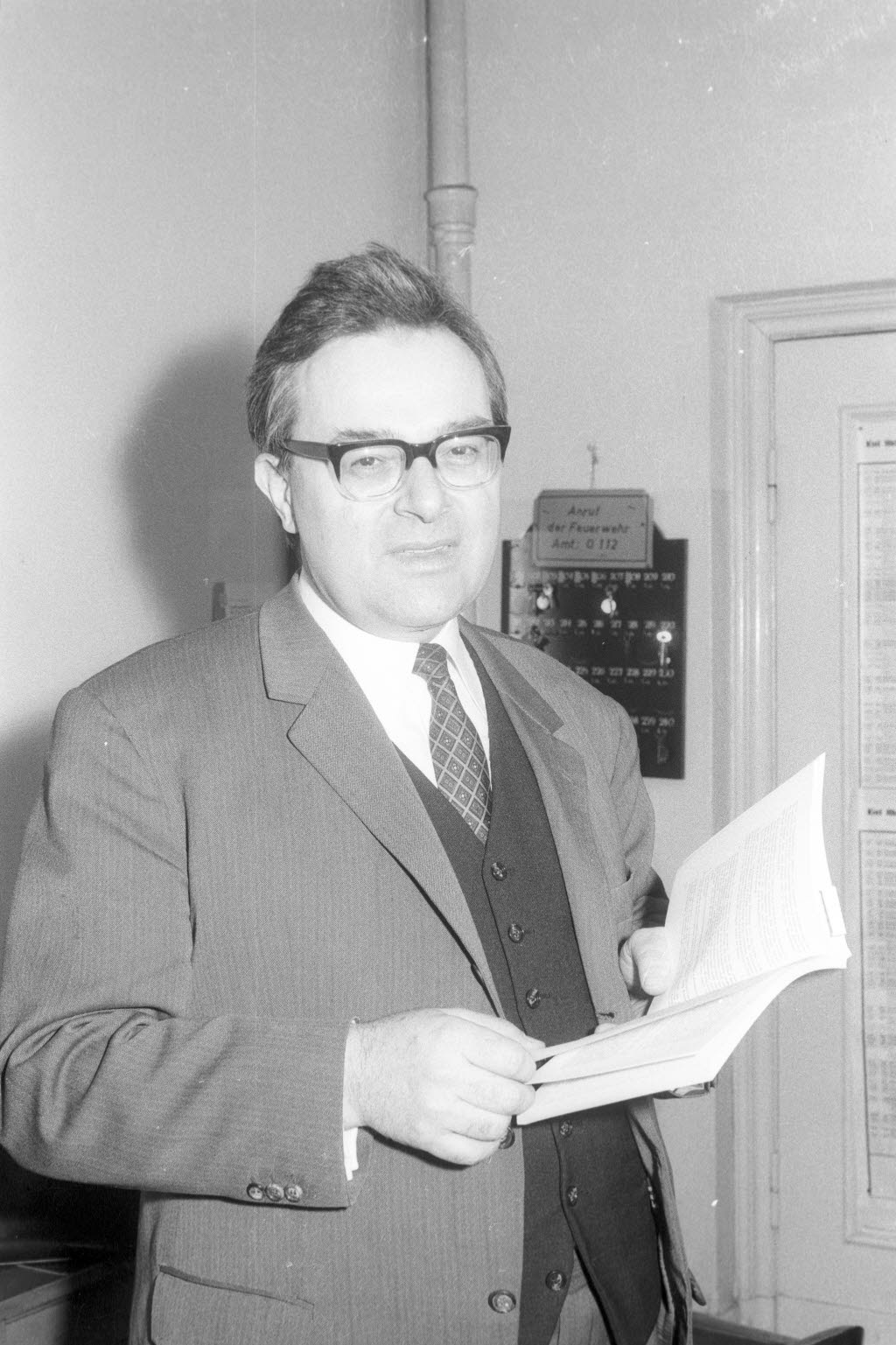
Hans Buchheim (1969)

Hans Buchheim (* 11. Januar 1922 in Freiberg; † 14. November 2016 in Mainz) war ein deutscher Historiker und Politikwissenschaftler. Seine Schwerpunkte waren zunächst die Alte Geschichte, sodann die Geschichte des Dritten Reiches, später die Zeitgeschichte und hier insbesondere die Ära Adenauer. Als Politikwissenschaftler an der Universität Mainz befasste er sich immer eindringlicher mit politischer Theorie und politischer Philosophie, genauer mit der Ontologie des Politischen. Seine Sozialontologie stellte er 1981 in Theorie der Politik systematisch dar. In einer Reihe von Einzelstudien, zu Thukydides, Machiavelli, Hobbes, Rousseau und Hegel, zur politischen Ethik und zur Theorie der Macht, arbeitete er das geistesgeschichtliche Fundament seiner Politischen Theorie heraus.

## Leben und berufliche Laufbahn
Hans (Johannes) Buchheim wurde als Sohn des Historikers, Studienrates und späteren Universitätsprofessors Karl Buchheim geboren. Er besuchte in Freiberg das Gymnasium Albertinum bis zur Quinta und übersiedelte 1934 mit seinen Eltern nach Leipzig, wo er bis zum Abitur die Thomasschule besuchte.
In den Jahren 1940 und 1941 studierte er an der Universität Leipzig drei Trimester lang Philosophie und Klassische Philologie. Im Herbst 1941 wurde er zur Wehrmacht eingezogen und nahm bis zu seiner Verwundung im Februar 1945 am Krieg an der Ostfront teil. Im Lazarett Bad Kissingen geriet er in amerikanische Gefangenschaft.
Von Januar 1946 an studierte er an der Ruprecht-Karls-Universität Heidelberg Klassische Philologie und Alte Geschichte, außerdem Philosophie (bei Karl Jaspers und Hans-Georg Gadamer) sowie antikes Recht bei Wolfgang Kunkel. Im Dezember 1950 wurde er bei Hans Schaefer mit der Arbeit Die Orientpolitik des M. Antonius und sein Verhältnis zu Octavian in den Jahren 42 bis 35 im Fach Alte Geschichte promoviert.

Schon die Dissertation Buchheims stand unter der Leitfrage, was Politik sei und wie sie gemacht werde. Dieses Konzept analysierte Buchheim in seiner ganzen Forschungstätigkeit weiter und wandte es auf politische Phänomene an: 
… Politik, erschöpft sich nicht im Faktischen, sondern umfasst Absichten, Urteile, Abwägungen und Möglichkeiten der Handelnden als mitwirkende Faktoren. Das politische Kalkül aber ist für den Handelnden wie für den Beobachter seiner Natur nach mehrdeutig, die politischen Zusammenhänge sind dementsprechend komplex. Deshalb … muss (die Geschichtsschreibung) … an den entsprechenden Stellen den Schritt vom Boden des Eindeutig-Tatsächlichen in den Raum des Möglichen und damit Mehrdeutigen wagen; andernfalls würde sie die Natur der Politik verfehlen. (S. 7)
Der Historiker Hermann Mau berief Buchheim im Januar 1951 an das Institut für Zeitgeschichte in München, wo sein Vater Karl Buchheim Leiter der Historisch-Politischen Abteilung war. Dort war er bis 1966 als wissenschaftlicher Mitarbeiter tätig. Buchheims Ruf war der nüchterner Sachlichkeit, Rationalität und Gewissenhaftigkeit. Ab 1953 war er Gutachter und wurde bei Prozessen gegen nationalsozialistische Gewaltverbrecher (zum Beispiel im Auschwitzprozess) gehört. Seine Gutachten betrafen Angelegenheiten der Wiedergutmachung oder die Frage, ob die katholische Kirche eine vom nationalsozialistischen Regime verfolgte Organisation gewesen sei. Buchheim untersuchte die Rechtsstellung und Organisation des Reichskommissars für die Festigung deutschen Volkstums, die Rolle des Reichssippenamts, die Rolle der Polizeipräsidenten und Polizeidirektoren in Preußen im Jahre 1933, die Mitgliedschaft in der NSDAP, der SA-Hilfspolizei, der SA-Feldpolizei und im Feldjägerkorps sowie die beamtenrechtlichen Stellung ihrer Angehörigen. Er dokumentierte die Eingliederung des Stahlhelm in die SA, den Kyffhäuserbund, die Grenzpolizei der Geheimen Staatspolizei, die Aufnahme von Polizeiangehörigen in die SS, die Angleichung ihrer SS-Dienstgrade an ihre Beamtenränge und die Aktion Arbeitsscheu Reich. Er verglich die vom Plesse-Verlag Göttingen veröffentlichten Letzten Aufzeichnungen Alfred Rosenbergs mit dem Text des handschriftlichen Originalmanuskripts und erforschte die Tätigkeit Kurt-Georg Kiesingers als Mitarbeiter des Auswärtigen Amtes zwischen 1940 und 1945. 31 der von Buchheim ab 1953 erstellten Gutachten wurden 1958 und 1966 in zwei Bänden der Sammlungen des Instituts für Zeitgeschichte und in den Vierteljahrsheften für Zeitgeschichte veröffentlicht.
1953 veröffentlichte Buchheim eine Studie über die nationalsozialistische Religionspolitik und den frühen Kirchenkampf der Jahre 1933/34 unter dem Titel Glaubenskrise im Dritten Reich. Drei Kapitel nationalsozialistischer Religionspolitik (1953).
Seine Gutachtertätigkeit, vor allem das schon 1964 publizierte Gutachten zur Rolle von SS und Polizei im NS-Staat, bildet die Grundlage des Standardwerkes SS – das Herrschaftsinstrument und Befehl und Gehorsam, das 1965 als zweiter Band von Anatomie des SS-Staates erschien.
Die Ergebnisse seiner 12-jährigen intensiven Auseinandersetzung mit der Theorie des Totalitarismus stellte er 1962 in seinem Werk Totalitäre Herrschaft. Wesen und Merkmale dar. Das unpolitische und gegenpolitische Totalitäre erwies sich Buchheim als größter Widerpart des Politischen und des Staates, wobei er sich explizit auch auf Hannah Arendts Studien bezog.
Von 1963 bis 1966 beschäftigte er sich im Bundeskanzleramt intensiv mit der Beobachtung praktischer Politik, im Gespräch mit Politikern und in der Auseinandersetzung mit Akten und Dokumenten. Diese empirischen Studien wurden nicht publiziert. Die intime Kenntnis der tatsächlichen Praxis bildete daraufhin einen steten Bezugspunkt seiner politikwissenschaftlichen Überlegungen und sind Grundlage seines Werks über Deutschlandpolitik. Bei Adenauer war für ihn in besonderer Ausprägung zu erkennen, was Politik ist und wie sie gemacht wird: Berücksichtigung der situativen und darin der personalen Bedingungen, Erfassung der Nuancen der immer im Fluss befindlichen Verschränkungen der Interessen und Machtverhältnisse. Adenauer habe dabei jede Art „ausgedachter und verfestigter Ansichten über die Verhältnisse“ ideologischer oder nichtideologischer Art als „Spekulationen“ kritisiert, Vorstellungen, die an die Wirklichkeit herangetragen wurden, ohne diese Wirklichkeit selbst immer wieder zu prüfen. In seinem Aufsatz Was heißt politisch denken? (1968) stellte Buchheim dieses Konzept erstmals systematischer dar.
Unter Bundeskanzler Kurt Georg Kiesinger (1966–1969) war er Mitglied des Planungsstabes des Bundeskanzleramts.
Seit Herbst 1966 lehrte Buchheim als Ordinarius für Politikwissenschaft an der Universität Mainz. Dort baute er das Institut für Politikwissenschaft und den Fachbereich Sozialwissenschaften mit auf und wurde dessen Dekan.
1990 wurde Buchheim emeritiert, er setzte seine Lehr- und Forschungstätigkeit fort.

## Kontroverse um die Demokratisierung der Gesellschaft 1971
Zur Zeit der Studentenbewegung wurden seine im Rahmen des politischen Beirats des Zentralkomitees der deutschen Katholiken am 4. April 1971 vorgelegten Neun Thesen gegen den Missbrauch der Demokratie kontrovers diskutiert. Die weitreichende Diskussion vor allem mit Vertretern der Neuen Linken wurde ein Jahr später von Buchheim und Felix Raabe dokumentiert und unter anderem von Anton Rauscher kommentiert.
Buchheim kritisierte die Demokratisierung gesellschaftlicher Bereiche. Demokratie als Herrschaftsform sei dem politischen Bereich vorbehalten, der freien Interaktion der Bürger im öffentlichen Raum. Im Bereich von Schule, Wissenschaft, Wirtschaft und Religion dagegen würden andere Kriterien gelten, die nicht demokratisch verfügbar und entscheidbar seien. Die Hauptgefahr bilde dabei „gegenwärtig die Neigung, den Begriff der Demokratie auf das Prinzip der Gleichheit einzuengen …“.
Walter Dirks und andere Kritiker aus dem linkskatholischen Bensberger Kreis lehnten diesen Standpunkt als „restaurativ“ ab, auch wenn Buchheim und Raabe in der 6. These ihr Verständnis der Partizipation als angemessener Form der Mitwirkung im außerpolitischen und außerstaatlichen Bereich darstellten.
Die Zeit kommentierte dagegen, die sprachlich etwas unglücklich formulierten warnenden Thesen seien, kaum veröffentlicht, schon auf die „Müllhalde der Reaktion“ gekehrt worden. Den Vertretern der Demokratisierung der Gesellschaft würfen die Autoren der Thesen pseudoreligiöse Übersteigerung vor, ihr Ziel absoluter Gleichheit und Freiheit sei utopisch. Als charakteristisch für die Haltung der Autoren wird der Satz aus den Thesen zitiert: „Die Demokratie-Ideologen bilden für den demokratischen Staat eine größere Gefahr als seine offenen Feinde. Denn diese sind an der Verneinung der Demokratie sofort erkenntlich.“ Ein Nein zur Demokratie sei aus diesen Thesen jedoch nicht zu konstruieren.
Anton Rauscher kommentierte und rechtfertigte in dieser Diskussion die Thesen des Ausschusses. Die „radikalen Linken“ seien elitär und beanspruchten ein Wahrheitsmonopol, um die Massen in Gefolgschaftstreue kraft angeblich besserer Einsicht zu ihrem „wahren Glück“ zu führen. Die freiheitliche Demokratie schlage so in eine totalitäre Demokratie um und reduziere sich auf die Bestätigung der Regierungsmaßnahmen durch Akklamation. Rauscher, angelehnt an Jacob Talmon, Gerhard Ritter, Erwin Scheuch und Helmut Thielicke, sah hierin den von Lockes freiheitlicher Demokratie abzugrenzenden „volksdemokratischen Ansatz“ Rousseaus wirksam.

## Werke
Buchheims Forschung und Lehre hatte drei Schwerpunkte. Zunächst widmete er sich Arbeiten zur Herrschaftsstruktur des Nationalsozialismus und zum Totalitarismus. Darauf folgte die Zeit im Kanzleramt mit zeitgeschichtlichen Schwerpunkten. Ab den 80er Jahren bis 2013 stellte Buchheim seine politische Theorie, die ideengeschichtlichen Wurzeln seines Politikbegriffes und die Ergebnisse seiner zeithistorischen Forschung in Aufsätzen und umfassenden Monografien dar.

### Totalitäre Herrschaft, Wesen und Merkmale, 1962
Julien Freund legte 1963 in seiner Rezension dar, es gelinge Buchheim, das Phänomen des Totalitären allgemeinverständlich und doch in aller Problemtiefe darzustellen. Buchheim sehe Totalitarismus als eine besondere Art von Despotismus. Der Totalitarismus halte Menschen in ständigem Einsatz zur Erreichung künstlicher Ziele und versuche, den Menschen in seiner Ganzheit in den Griff zu bekommen, um einen neuen Menschen, eine neue Gesellschaft und eine neue Welt zu schaffen. Weiter unterscheide Buchheim den Nationalsozialismus vom „Leninismus-Stalinismus“ (sic!) aufgrund der Geistfeindlichkeit des Nationalsozialismus. Auch Totalitarismus und Diktatur im ursprünglichen Verständnis seien nicht identisch, da Totalitarismus nicht zeitlich begrenzt sei. Den Unterschied zum Faschismus sehe Buchheim darin, dass der Faschismus Mussolinis eine autoritäre, keine totalitäre Herrschaftsform darstelle.
Der Totalitarismus scheitere nach Buchheim letztlich an der Unerfüllbarkeit seiner Ansprüche, wobei es ihm aber weitgehend gelingen könne, Menschen in hohem Grande zu manipulieren, wie es in beiden totalitären Systemen geschehen sei. Er sei in seinem Wesen das Gegenteil des Politischen, das aus der Personalität des Menschen hervorgehe, damit aber auch das Gegenteil des Staates, dessen Zweck die Verwirklichung der personalen Freiheit sei. Der Totalitarismus sei „eine absurde Überforderung des Politischen; er politisiert nur scheinbar das Leben, denn in Wirklichkeit ist er eine Entpolitisierung, weil er die Quellen des politischen Leben verschüttet.“

„… das unpolitische Denken – sei es die politische Romantik, wie C. Schmitt sie charakterisiert hat oder der moralische Rigorismus, der aus idealistisch-ethischen Gründen nur kompromißloses Handeln duldet, oder der moralische Subjekivismus, der nur fragt: Wie und nicht wozu gehandelt wird – (bereitet) den Boden des Totalitarismus.“

Der Einsatz der Technik verstärke dies noch, denn jedes technische System setze wie jedes totalitäre System den Glauben voraus, die Welt lückenlos erkennen und über sie daher uneingeschränkt verfügen zu können.
Der Staat werde damit zu einem Beamtenapparat gemacht, der unpolitischen Größen wie der Nation, der „Blutgemeinschaft“ oder der Klasse untergeordnet werde. Durch den Entzug des Gewaltmonopols werde die Gewaltanwendung privatisiert, der Staat entpolitisiert.
Alles wolle das totalitäre Denken politisch oder öffentlich machen, aber kraft eines dialektischen Paradoxons unterwerfe er damit gerade die Öffentlichkeit dem Privatwillen und der Willkür des Machthabers.

„Der Staat verliert seine politische Bedeutung, wird als Rechtsinstitution entkleidet, er wird das Werkzeug eines nichtinstitutionellen Machtspruchs. (…) Solange der Staat die höchste politische Einrichtung bleibt, ist er auch der Schutz der Freiheit gegen die totalitäre Gefahr. Das heißt: Der Staat ist alleiniger Besitzer der legalen Gewalt.“

Nach Nicolas Bergs Untersuchung Der Holocaust und die westdeutschen Historiker von 2003, die von Habbo Knoch kritisch rezensiert wurde, tragen auch Buchheims Arbeiten zum Nationalsozialismus und Totalitarismus Züge der „Kompromissbildung zwischen präzisen und apologetischen Anteilen“, die Berg allgemein dem Stil der „neuen Sachlichkeit“ aller Publikationen des Instituts für Zeitgeschichte zuschreibt. Wie Broszat expliziere auch Buchheim „in abstrakter Form ausschließlich die gedächtnisgeschichtliche Perspektive derer, die mitgemacht hatten, mit welchen Vokabeln auch immer.“ Mit seiner Rede von den „Triebkräften“ jenseits aller Kategorien der Politik und des Horizonts menschlicher Beziehungen, habe Buchheim zwei Fragen aber eher geschlossen: die nach den konkreten Vernichtungshandlungen und die Frage nach den Alltagsbeziehungen zwischen Deutschen und Juden in den 30er und 40er Jahren. Berg hebt dabei positiv hervor, Buchheim offenbare in seiner Charakterisierung der verschiedenen Dimension des Verbrechens einen „noch unverfälschten Blick auf den Nationalsozialismus“. Buchheim erkenne die Einmaligkeit, die Planmäßigkeit und Industrieförmigkeit des Verbrechens und verankere sie im „Einbruch biologischer und materialistischer Kategorien in das politische Denken“.

### SS und Polizei im NS-Staat, 1964
Walter Euchner rezensierte die Veröffentlichung eines Gutachtens im Auschwitzprozess in der Wochenzeitschrift Die Zeit. Buchheim sehe in dieser detailreichen Darstellung der nationalsozialistischen Herrschaft nicht die „äußerste Steigerung und Konzentraten staatlicher Macht“, sondern ein völlig neues totalitäres Herrschaftsprinzip, demgemäß die SS und die Polizei die Rolle der Exekutive übernahmen. Dem bisherigen Staat blieb die der Führergewalt und der Partei nachgeordnete Verwaltung überlassen. Die Polizei wurde von Himmler, der 1936 die Ämter des Reichsführers SS und des Chefs der deutschen Polizei vereinigte, enger an den Führerwillen gebunden, mit Himmlers Übernahme des Amtes des Innenministers wurde diese Bindung noch enger. Dieses neue Herrschaftsinstrument arbeitete nicht nach dem Prinzip der Gesetzmäßigkeit der Verwaltung und stand daher in Konflikt mit der Verwaltung und der Wehrmacht.

### Theorie der Politik, 1981
Die streng axiomatische und systematische Darstellung enthält vier Kapitel, ein Vorwort und ein Glossar mit Buchheims spezifischer Terminologie. Das erste Kapitel befasst sich mit elementaren Gegebenheiten der sozialen Realität, das zweite stellt eine Theorie der Situation dar. Im dritten Kapitel werden die Ergebnisse der beiden ersten Kapitel eingesetzt, um die Begriffe Politik, das Politische, Gesellschaft, politischer Verband und Staat zu klären. In einem Exkurs stellt Buchheim sein Verständnis des Politischen dem Carl Schmitts gegenüber. Das vierte abschließende Kapitel befasst sich mit dem politischen Verband, seinem historischen Ursprung, seiner politischen Realisierung und seiner Natur als Institution und Instanz. Diese Bestimmungen werden durch eine Erörterung der Subjektnatur der Gesellschaft erweitert. In diesem Zusammenhang steht der zweite Exkurs Buchheims zum Allgemeinwillen bei Rousseau.
Michael Th. Greven bemerkt 1981 in seiner Rezension in der Politischen Vierteljahresschrift, Buchheims Monografie habe erstmals versucht, den Gegenstand der Politikwissenschaft zu bestimmen und diese Wissenschaft damit im universitären und wissenschaftlichen Kontext zu legitimieren. In der sehr abstrakten Darstellung Buchheims sieht er jedoch einen „personalen Reduktionismus“, der die historischen Voraussetzungen von Personalität ausklammere. Der Anfangspunkt „Person“ werde unvermittelt gesetzt und daraus werde die Gesellschaft abgeleitet. Im Gegensatz dazu sind, so Greven, Personalität und Gesellschaft erst das Ergebnis eines dialektischen Prozesses. Ebenso vermisst er den Begriff der Herrschaft und viele Bereiche praktischer Politik. Greven urteilt, die Arbeit sei einseitig philosophisch und existentialontologisch, die praktische Politik komme zu kurz.
Auch Peter Graf Kielmansegg stellt in seiner Rezension in Der Staat 1981 die Frage nach der praktischen Fruchtbarkeit der Untersuchung. Der eingeengte Begriff des Politischen zeige außerdem ein neuzeitliches Verständnis von Politik, das andere Politikformen ausschließe. Die gemeinsame situative Disposition werde nämlich genau dadurch zur politischen Disposition, dass sie wie erst seit der Neuzeit möglich, nicht an einen unverfügbaren Sinn gebunden sei. „Diesem Begriff von Politik tritt die Frage entgegen, ob so etwas wie gemeinsame Disposition, die grundsätzlich allem Geltenden gegenüber souverän ist, überhaupt denkbar sei.“ Außerdem bestimme Buchheim den Zweck der gemeinsamen Disposition normativ in einem individualistischen und damit neuzeitlichen Sinne, insofern nach Buchheims Verständnis die gesamtsoziale Situation so zu bewältigen sei, dass jeder Beteiligte seinen eigenen Intentionen möglichst weitgehend folgen könne. Auch das sei ein Verständnis, das europäischer Politik erst seit der Neuzeit zugrunde liege.
Dagegen betont Michael Henkel 2003 in der Zeitschrift für Politik, bei Buchheim werde die Anschauung der Praxis zum Prüfstein politischer Theorie, zugleich aber sei es die Theorie, welche die Empirie erschließe und zum Sprechen bringe; dies zeige sich auch in der Theorie der Politik. Henkel sieht Buchheim in einer Reihe mit Theoretikern wie Hermann Heller oder Ulrich Scheuner, für die die Begriffe des Staates und des Politischen als Bezeichnung eines Grundbereichs menschlicher Lebensgestaltung unlöslich aufeinander bezogen, gleichwohl aber nicht identisch seien. Die Theorie Buchheims sei aufgrund ihrer ontologischen Allgemeingültigkeit nicht nur für die Gegenwart, sondern auch für zukünftige Veränderungen der politischen Verhältnisse gültig, etwa durch die europäische Integrationspolitik oder die Globalisierung.

### Deutschlandpolitik, 1984
In dieser Arbeit wendet Buchheim seine politiktheoretische Perspektive auf die politische Praxis an und vertieft die skizzierten Ereignisse politiktheoretisch durch „philosophische Exkurse zum zeitgeschichtlichen Überblick“. Wolfgang Hahnrieder sieht in der „Insider“-Darstellung mit 33 kurzen und konzisen quellenbezogenen Kapiteln spezifische Stärken und Schwächen. Es gelinge dem Autor, prägnante analytische und politische Urteile zu fällen, die ausnahmslos interessant und im Großen und Ganzen fair gegenüber den beteiligten Parteien seien. Der Rezensent vermisst jedoch das allgemeine Geschichtsbild und „tiefere Überzeugungen“ des Autors.

### Beiträge zur Ontologie der Politik, 1993
Buchheim versammelt in dieser Schrift die wichtigsten Aufsätze zu den Schwerpunkten seiner Forschung. In der Einführung gibt er einen Überblick über den Inhalt und die Herkunft der einzelnen Beiträge und stellt sie in den Rahmen seiner sozialontologischen Theorie des Politischen, die sich auf die Seinsqualität personaler Interaktion und die daraus entstehenden Gegebenheiten richtet, die Effekte von Intentionen sind, die sich teils gewollt, teils ungewollt einstellen und die gesamte Interaktion verändern. Außerdem entgleitet jede aktualisierte Intention ihrem Akteur und gewinnt „objektives Vorhandensein“, welches aber „fluent“ ist, insofern es Teil der Interferenz aller von allen aktualisierten Intentionen ist und bleibt. Jede Gegebenheit als Objektivierung gemeinten Sinnes hat in diesem Interferenzkontinuum die Konsistenz einer „relativ stabilisierten Labilität“. (S. 7) Diese Objektivierungen haben ein normatives Moment, das aus der Interaktion selbst hervorgeht, also nicht für sich wesenhaft begründet und der Interaktion vorgegeben werden kann.
In Person und Politik (1. Aufsatz) stellt Buchheim dar, dass Politik im Kern „rational kalkulierterer Umgang zwischen Menschen“ sei, deren Personalität ihrem politischen Handeln eine elementare intrinsische ethische Qualität gebe, insofern die Intentionen anderer Personen immer in Rechnung zu stellen sind, ohne das Personsein aufzuheben. Buchheim erläutert hierzu im Vorwort seinen affirmativen Zugang unter Bezug auf Hegels Rechtsphilosophie, § 258.
Die Existenzweise des Staates (2. Aufsatz) sieht der Autor in dem Zustand des Friedens, „in dem alle Mitglieder einer Gesellschaft im öffentlichen Leben auf eine ihrer personalen Natur angemessenen Weise miteinander umgehen.“ In diesem Zustand existiere der Staat und sein einziger Zweck sei, diesen Zustand herzustellen.
Im dritten Aufsatz analysiert er den Begriff der Föderation und kommt zum Schluss, dass Deutschland kein Bundesstaat mehr sei, sondern ein „Staatenstaat“, eine Republik, in der die Länder die Bürger seien.
Der folgende Aufsatz zur Ethik der Macht legt dar, dass Macht im Unterschied zur Gewalt sich als das Potential eines Menschen erweist, etwas sozial zu bewirken, welches ihm aus erst aus der Interaktion mit anderen Personen zuwächst, deren Intentionen immer in Rechnung gestellt werden müssen. Dieser Aufsatz ist eine gekürzte Darstellung seines Werks
Bei Augustinus findet Buchheim einen Friedensbegriff, den er, weil ontologisch, für überzeitlich relevant hält. Frieden sei die „Struktur“ jeglichen Lebewesens wie auch jeglicher menschlicher Gemeinschaft, ein Grundtatbestand jeder menschlichen Interaktion, daher auch im Krieg und hinter der Gewalt immer gültig.
In den folgenden Aufsätzen befasst sich Buchheim näher mit der spezifischen Form politischer Vernunft. Bei Thukydides (6. Aufsatz) findet er die spezifische Form politischer Urteilskraft, die es dem Menschen erlaubt, sich in Ungewissheit schnell und situationsgerecht zu orientieren. Dabei spiele die Erfahrung und eine lange Übung eine entscheidende Rolle, außerdem das besonnene und nüchtern kalkulierende Abwägen und die Orientierung am langfristigen Nutzen und Erfolg.
Machiavelli betrachtet Buchheim in seinem siebten Aufsatz als einen im Kern moralischen Denker, der irrtümlicherweise sein rationales Kalkül einer abstrakt verstandenen Moral entgegensetzte, während in Wirklichkeit politisches Handeln immer ein ethisches, weil personales Element enthalte und auch moralisch orientiertes Handeln nur unter Berücksichtigung der Situation und der Macht erfolgreich sein könne.
Die Schuld an den NS-Verbrechen sieht Buchheim im achten Aufsatz unter den verschiedenen Aspekten der persönlichen politischen Mitschuld, der moralischen Schuld, der Kollektivschuld und gemeinschaftlichen Schuld, wobei er alle Begriffe für sinnvoll anwendbar hält.
Beim Paragraphen 216 StGB sieht der Autor das normentheoretische Problem der Grenzziehung, durch die der Bereich des Erlaubten prinzipiell immer erweitert werde. Der Staat könne daher Tötung nur unter allen Umständen verbieten; er könne keine Grenze zwischen verbotener und erlaubter Tötung ziehen.
Im Verhältnis von Sozialstaat und Freiheit (10. Aufsatz) sieht Buchheim eine innere Verbindung, insofern der Sozialstaat in der Moderne eine wesentliche Voraussetzung der Freiheit sei. Daher müsse das Sozialstaatsprinzip den anderen Staatsprinzipien ebenbürtig sein.

### Die Rationalität der politischen Vernunft, 2004
Buchheim untersucht in dieser von Michael Henkel herausgegebenen und in deinem Nachwort (S. 81-S. 110) ausführlich kommentierten Aufsatzsammlung die verschiedenen „Gangarten“ der Vernunft, um in Anlehnung an Aristoteles, Hegel und den Konservativismus Michael Oakeshotts die spezifische praktische Rationalität der politischen Vernunft herauszuarbeiten und diese „unlogischen Vernunft“ gegen die „unvernünftigen Logik“ (vergleiche Untertitel) abzugrenzen.
Jedes Kapitel nach der Einführung trägt als Titel einen charakteristischen Ausdruck oder ein Zitat, meist eines politischen Denkers. Kapitel II befasst sich mit der „Faculty of Quick Comprehension“: Ausgehend von Liddell-Scotts Übersetzung von xynesis/synesis analysiert Buchheim diese Anwendungsform der Vernunft als „hinhörendes Erkennen“, das in der komplexen Wirklichkeit diejenigen Tatbestände erfasse, „in denen sich die weitere Entwicklung der gegenwärtigen Lage bereits abzeichnet“.
Descartes’ überraschende Aussage in seinem rationalistischen Discours „Die Gewohnheit mildert und beseitigt - oft sogar unmerklich - die Mängel des Staates“ ist Ausgangspunkt von Kapitel drei. Das Enzensberger-Zitat „Theoretische Konsequenz, ins Leben eingeführt, macht blind, macht dumm“ wird im vierten Kapitel analysiert. Burkes Konservativismus ist Thema des fünften Kapitels: „Für Prinzipien gilt, das sie in dem Maße, in dem sie metaphysisch wahr sind, sie sich moralisch und politisch als falsch erweisen“. Dem entspricht im sechsten Kapitel das Staatsverständnis von George Malcolm Young in seiner Stanley-Baldwin-Biografie: „Der Wunsch nach präzisen Definitionen spaltet den Staat, so wie er die christliche Kirche gespalten hat“. Kapitel sieben befasst sich mit der Äußerung amerikanischer Diplomaten gegenüber deutschen Kollegen, welche die Mehrdeutigkeit der Formulierungen des Artikels 1 des Atomsperrvertrages kritisierten: „In diesem Fall ist Mehrdeutigkeit eine Tugend“. Francois-Poncets Zitat „Es gibt gewisse politische Fehler, die erst dadurch zu welchen werden, dass man versucht, sie zu korrigieren“ ist Thema von Kapitel neun. Ein Aufsatz zum Thema „Staatskunst ist die kluge Anwendung persönlicher Niedertracht für das Allgemeinwohl“, eine Sentenz Lincolns, schließt die Aufsatzsammlung ab.

### Der neuzeitliche republikanische Staat, 2013
Diese Aufsatzsammlung bezeichnete Buchheim als seine zweite Politische Theorie, die die erste ergänze. Im Unterschied zur ersten befasst sie sich mit den politischen Verbänden. Die Grundform der Ordnung des Politischen findet Buchheim in der Polis und in der Unterscheidung des Aristoteles zwischen politischer Herrschaft als „Regieren unter Freien und Gleichen“ und der despotischen Herrschaft als „Beherrschung der Unmündigen“. Auf den Begriff der Polis gehe der neuzeitliche Begriff der Republik zurück, weil im Hinblick auf die Res Publica Romana politisch ins Lateinische mit res publica übersetzt worden sei. Dieses Verständnis finde sich auch bei Rousseau und Marx und sei erst später verkürzt worden. Die Verfassung des neuzeitlichen republikanischen Staates habe Kant als die einzige dem Recht des Menschen vollkommen angemessene bezeichnet. Politik bezeichne die „Einlösung der elementaren Ansprüche personalen Daseins auf Frieden, Freiheit und Ebenbürtigkeit in der Dimension gesamtgesellschaftlichen Zusammenlebens“. Die Wurzel des personalen, seines Seins bewussten Daseins, sieht Buchheim mit Piaget in der Relation von Organismus und Umwelt.
Frieden ist für Buchheim im Ursprung keine ethische Kategorie, sondern eine vitale Notwendigkeit für das Überleben eines Lebewesens. Daher geht die Staatlichkeit als solche der konkreten Form eines Staates voraus. Der Staat ist ein Machtgebilde und damit kein rechtliches, sondern ein politisches Subjekt. Menschen konstituieren sich als friedenserhaltenden und zum Zweck des Friedens rechtlich geordneten Staat aus Eigeninteresse, das sich im Staat aber so in seiner Negativität gegenseitig aufhebt, dass das Verhalten der Menschen das Gemeinwohl fördert. Das Problem der Organisation eines Staates sei, wie Buchheim Kant zitiert, „selbst für ein Volk von Teufeln (wenn sie nur Verstand haben) auflösbar“. (S. 7)

### Politische Denker

#### Thukydides
Buchheim stellt im ersten Teil seines Aufsatzes über rationales Handeln bei Thukydides ähnlich wie Jürgen Malitz und Hans-Peter Stahl, aber gegen Hartmut Erbses Ansatz einer ätiologischen Subsumtion und Max Treus Interpretation von Geschichte als Gedanke, Gesetz und Wille dar, Thukydides sei es nicht auf die Historie nur um ihrer selbst willen angekommen, „sondern vor allem auf die allgemeinen Einsichten, die daraus zu gewinnen sind, die er seinen Lesern als „Besitz für immer“ vermitteln wollte.“ Er habe das Allgemeingültige herausgestellt, wie es „im Partikulären der betreffenden Situation mit enthalten“ sei (so Otto Luschnat), nicht als etwas anderes und fremdes. Der Gedanke sei nicht hinzugekommen oder habe das Ereignis zu seinen Zwecken umgeformt, sondern die Einsicht in das Allgemeine im Besonderen habe erst zum politischen Verständnis der tatsächlichen Situation geführt.
Während wir gewohnt sind, das Allgemeingültige aus den Fakten herauszudestillieren und gesondert theoretisch aufzubereiten, belässt er es so, wie es in der Wirklichkeit gegeben ist, nämlich eingelassen in den Ereignissen wie das Erz im Gestein.
Gerade weil die Darstellung der Beratungen im Horizont aktueller Auseinandersetzungen und im Modus praxisbezogener Ratio bleibe, könne man durch Vorführung beispielhaften Bemühens der Akteure, ihre Lage zu erfassen und eine richtige Entscheidung zu treffen, etwas für die Zukunft lernen. Dass Thukydides das Allgemeine oft in Form von Sentenzen (Gnomen) den einzelnen Akteuren in den Mund legt, bedeute nicht, dass sie sich wie bei Machiavelli um allgemeingültige Regeln handelt. „Er fordert seine Leser heraus, über die allgemeingültigen Sätze auch selbst nachzudenken und deren Momente den Umständen, auf die sie sie gegebenenfalls anwenden wollen, adäquat zu machen“.

Im zweiten Teil unterscheidet Buchheim den Umgang mit Menschen vom Umgang mit dem „Lauf der Dinge“: Menschen untereinander setzen Vernunft zu einem berechenbaren zivilisierten Miteinander ein, beim Lauf der Dinge geht es demgegenüber um die unberechenbare Grenzenlosigkeit, Komplexität und Unüberschaubarkeit der Welt, die sich dem einfachen Zugriff der Vernunft entzieht. Themistokles zeigt nach Meinung des Thukydides die Merkmale einer Vernunft, die mit dem Lauf der Dinge zurechtkommt. Buchheim zitiert: 
„Durch die ihm (Themistokles) ursprünglich eigene Auffassungsgabe (xýnesis) - darin weder vorher noch nachträglich unterwiesen - vermochte er nach kurzem Überlegen aufs Beste zu entscheiden (gnomon) und kommende Entwicklung auch auf weiteste Zukunft ausgezeichnet abzuschätzen (eikázõ).“
Xýnesis erläutert Buchheim mit Lydell-Scott als „faculty of quick comprehension“. Sie sei, wie Bruno Snell es beschrieben habe, ein „hinhörendes“ Erkennen, das in der komplexen Wirklichkeit diejenigen Tatbestände erfasse, in denen sich die weitere Entwicklung der gegenwärtigen Lage bereits abzeichne. Die gnòme setze dann das von der xýnesis Erfasste zu den eigenen Absichten in Beziehung und führe mit der konjekturalen Erkenntnis der Zukunft (eikázõ) zu einer praktisch-vernünftigen Entscheidung. Buchheim findet das Verständnis der xynesis auch in Clausewitz’ „Verständnis des geübten Urteils“ und des „Taktes einer langen Erfahrung“. Die defensive und risikoscheue Sophrosyne ergänzt die Xynesis, ersetzt sie aber nicht, sondern kann, ohne diese, zu Fehlurteilen und -entscheidungen führen, die der Situation nicht angemessen sind.

#### Machiavelli
Mit Hans Freyer, Gennaro Sasso und Friedrich Mehmel gegen Erich Brandenburg geht Buchheim davon aus, dass es sich bei Machiavellis Suche nach „sicheren Regeln und brauchbaren Vorbildern“ nicht um eine explizite oder implizite systematische politische Theorie in rationalistischem Geiste handelt, sondern um Handlungsregeln für typisch wiederkehrende Lagen. Dies, so Buchheim, gehört zu den spezifischen Leistungen der praktischen Vernunft, wie sie Rüdiger Bubner in Handlung Sprache und Vernunft analysiert habe und die dem aristotelischen Begriff der Phronesis entsprächen. Für die Gewinnung allgemeiner Regeln reduziere Machiavelli das Handeln auf vereinfachende Modelle, die nicht ohne Blick auf die genauen Umstände anwendbar sind und biete oft statt Für und Wider-Abwägungen Entweder-Oder-Dichotomien. Seine Terminologie ist ungenau, gut und schlecht wird teils moralisch teils zweckrationalistisch verstanden.

## Rezeption
Der gelernte Altphilologe Hans Buchheim gehört für Rolf Gröschner und Oliver W. Lembcke „zu den wenigen Gelehrten der Gegenwart, die den ideengeschichtlichen Bogen von der griechischen politeia über die römische res publica bis zur Republik des Grundgesetzes zu schlagen und die praktische Philosophie von Aristoteles über Hegel bis Searle mit den Anspruch einer aktuellen Theorie des Politischen verbinden können.“
Sybille Steinbacher hebt in der Festschrift zum 50-jährigen Bestehen des Instituts für Zeitgeschichte hervor: 
„… Hans Buchheim, Helmut Krausnick und Martin Broszat vom IfZ und Hans-Adolf Jacobsen (untersuchten) Genese und Struktur der Verbrechen auf einem analytischen Niveau, das die Wissenschaft erst zwei Jahrzehnte später wieder erreichte …“.
 Die Frankfurter Allgemeine Zeitung schrieb am 11. Januar 1992 zu Buchheims 70. Geburtstag: „Er hat sich als kluger und streitbarer Freund des demokratischen Verfassungsstaates hervorgetan“.

Michael Henkel publizierte eine Forschungsarbeit zu Buchheims Ontologie. Ihren praktischen Wert sieht er nicht in einer direkten praktischen Anwendbarkeit, sondern in ihrem aufklärerischen Aspekt, der sie auch für die politische Bildung wesentlich macht. 
Die Theorie hat nämlich als solche einen aufklärerischen Aspekt: Die Darstellung und Erklärung der Politik als freies Disponieren über die öffentlichen Angelegenheiten, als die freie situative Gestaltung des Zusammenlebens ist für Buchheim immer auch Aufklärung über das Humanum Politik. Mittels dieser Form der Aufklärung verdeutlicht die Buchheimsche Theorie den Sinn und den Wert der politischen Zivilisation der Freiheit und macht sich dadurch zu deren Anwalt. 
Bedeutende akademische Schüler Buchheims waren Michael Hartmann und Adolf Weiland.
Bernhard Sutor bezieht sich in seiner Didaktik der Politik und politischen Ethik auf die Ontologie Buchheims.

In der Laudatio zur Überreichung des Sutor-Preises 2016 urteilte Hans Beckmann, selbst Schüler Buchheims: 
„Als herausragender Wissenschaftler und Zeitzeuge hat Professor Buchheim Generationen von politischen Bildnern und auch politisch Verantwortlichen das Wissen um die Bedeutung unserer Demokratie vermittelt. Er hat einen maßgeblichen Beitrag zur Demokratieerziehung in unserem Land geleistet (..) Hans Buchheim hat das Wesen der Politik ergründet und es wie kein Zweiter verstanden (…) Seine Seminare waren ein intellektuelles Erlebnis und in seinen Vorlesungen wurde Theorie stets mit vielen Beispielen aus seinem eigenen Erleben veranschaulicht“.

## Mitgliedschaften und Funktionen
- Stellvertretender Vorsitzender des Strukturausschusses zur Gründung der Universität Trier/Kaiserslautern (1969/1970)
- Leiter des Kuratoriums der rheinland-pfälzischen Landeszentrale für politische Bildung
- Mitglied des Zentralkomitees der deutschen Katholiken (ZdK). Dort war er von 1969 bis 1974 Vorsitzender des Beirates für politische Fragen und von 1975 bis 1996 Vorsitzender der Kommission „Politik, Verfassung, Recht“
- Vorstandsmitglied der Stiftung Bundeskanzler-Adenauer-Haus
- Mitglied des PEN-Zentrums Deutschland
- Mitglied des Stiftungskuratoriums der Fridtjof-Nansen-Akademie für politische Bildung im Weiterbildungszentrum Ingelheim.

## Auszeichnungen
- 1969 Bundesverdienstkreuz am Bande, für seine Forschungen
- 1986 Bundesverdienstkreuz I. Klasse
- 2006 Verdienstorden des Landes Rheinland-Pfalz
- 2016 Bernhard-Sutor-Preis für besondere Verdienste um die Politische Bildung in Rheinland-Pfalz.[33]

## Privates
Hans Buchheim ist Vater des Wirtschaftshistorikers Christoph Buchheim († 2009) und des Philosophen Thomas Buchheim.

## Zitate
„Geht man … von der Annahme aus, dass die Interaktion intentional lebender Personen die Grundtatsache ist, der alle Gegebenheiten der sozialen Welt entstammen, dann lässt die Formel „primär situativ orientierte Interaktion“ erkennen, womit man es eigentlich zu tun hat, wenn man Politik treibt oder beobachtet. Dann wird z. B. begreiflich, dass sie nicht durch zweckrationale Organisation oder sinnorientierte Ordnung zu ersetzen ist.“

„Politik ist die Einlösung der elementaren Ansprüche personalen Daseins auf Frieden, Freiheit und Ebenbürtigkeit in der Dimension gesamtgesellschaftlichen Zusammenlebens.“

## Schriften
Die Angaben fußen auf der Bibliographie von Thomas Simon mit Ergänzungen von Michael Henkel in Der neuzeitliche republikanische Staat, S. 146 ff.
Selbständige Schriften
- Glaubenskrise im Dritten Reich. Drei Kapitel nationalsozialistischer Religionspolitik. Stuttgart 1953.
- Das Dritte Reich. Grundlagen und politische Entwicklung. München 1955.
  - Englisch: The Third Reich. Its Beginnings, its Development, its End. München 1961.
- Die Orientpolitik des Triumvirn M. Antonius. Ihre Voraussetzungen, Entwicklung und Zusammenhang mit den politischen Ereignissen in Italien. Dissertation, Heidelberg 1960.
- Totalitäre Herrschaft. Wesen und Merkmale. München 1962.
  - Englisch: Totalitarian Rule. Its Nature and Characteristics. Middletown/Conn. 1968
- SS und Polizei im NS-Staat. Hrsg. von der Studiengesellschaft für Zeitprobleme. Duisdorf bei Bonn 1964.
- Die SS, das Herrschaftsinstrument. Befehl und Gehorsam. Anatomie des SS-Staates: Bd. 1. Olten/Freiburg i. Br. 1965
- Aktuelle Krisenpunkte des deutschen Nationalbewusstseins. Mainz 1967.
- 25 Jahre CDU Rheinland. Ein Beitrag zur Geschichte und zum Selbstverständnis der Christlich Demokratischen Union. Köln 1970.
- Der demokratische Verfassungsstaat und das Problem der Demokratisierung der Gesellschaft. Hannover 1973
- Das Grundgesetz und das Konzept des modernen Verfassungsstaates. Mainz 1977.
- Gewissen und Politik. Hrsg. von der Katholischen Sozialwissenschaftlichen Zentralstelle Mönchengladbach. Köln 1980.
- Theorie der Politik. München/Wien 1981.
- Die totalitäre Bedrohung des Menschen. Kirche und Gesellschaft. Nr. 102. Hrsg. von der Katholischen Sozialwissenschaftlichen Zentralstelle Mönchengladbach. Köln 1983.
- Deutschlandpolitik 1949–1972. Der politisch-diplomatische Prozess. Stuttgart 1984.
- Europa. Zu seinen geistigen und ethischen Grundlagen. Kirche und Gesellschaft. Nr. 175. Hrsg. von der Katholischen Sozialwissenschaftlichen Zentralstelle Mönchengladbach. Köln 1990.
- Politik und Ethik. München 1991.
- Beiträge zur Ontologie der Politik. München 1993. Darin neben einer Einführung die folgenden Aufsätze:
  - Person und Politik, 1990
  - Wie der Staat existiert, 1988
  - Von der Föderation zur Republik souveräner Staaten, 1992
  - Die Ethik der Macht, 1983 (stark gekürzt und in einigen Formulierungen geändert)
  - Aurelius Augustinus’ Friedensbegriff als Konzept einer modernen Theorie des Friedens, 1981
  - Rationales politisches Handeln bei Thukydides, 1991
  - Anmerkungen zu Machiavellis „Il Principe“, 1986
  - Politische Kriterien der Schuld an der NS-Herrschaft und deren Verbrechen, 1988
  - Normentheorietische Bemerkungen zu den Bestrebungen, den § 216 StGB zu ändern, 1975
  - Sozialstaat und Freiheit, 1974

- Das Ende der Nazidiktatur. Der Neuanfang eines demokratischen Staatswesens. Hrsg. von der Landeszentrale für politische Bildung in Rheinland-Pfalz. Mainz 1995.
- Die Rationalität der politischen Vernunft. Über unlogische Vernunft und unvernünftige Logik. Hrsg. und mit einem Nachwort von Michael Henkel. Berlin 2001.
- Der neuzeitliche republikanische Staat. Berlin 2013.

Aufsätze (Auswahl)
- Hitler als Politiker. In: Buchheit, Gert (Hrsg.): Der Führer ins Nichts. Eine Diagnose Adolf Hitlers. Vier Referate über Hitler als Politiker, Ideologe, Soldat und Persönlichkeit. Rastatt/Baden 1960, S. 5–22.
- Zur Diskussion um Hochhuths »Stellvertreter«. In: Herder-Korrespondenz 17, 1963, S. 373–381.
- Konrad Adenauer oder was Politik ist und wie sie gemacht wird. In: Neue Rundschau, 38, 1967, S. 68–75
- Was heißt politisch denken? In: Neue Rundschau 79, 1968, S. 255–272.
- Die Deutschland- und Außenpolitik Konrad Adenauers. In: Politische Bildung 4, 1971, S. 31–42.
- Politische Prinzipien und diplomatische Praxis der Bundesrepublik Deutschland. In: Henrich, Franz (Hrsg.): Der Soldat zwischen Verteidigungs- und Friedensauftrag. Eine Tagung der Katholischen Akademie in Bayern. Regensburg 1971.
- Freiheit als Staatsprinzip. Die Deutschlandfrage und die Ostpolitik. In: Die Politische Meinung 17/141, 1972, S. 5–20. Adenauers Deutschlandpolitik. In: Konrad Adenauer. Ziele und Wege. Drei Beispiele. Hrsg. von der Konrad-Adenauer-Stiftung. Mainz 1972, S. 83–95.
- Radikalismus. In: Gefahr und Bewährung. Hrsg. von der Niedersächsischen Landeszentrale für Politische Bildung. Hannover 1973, S. 55–74.
- Friede und Gewalt. In: Gibt es eine Rechtfertigung für Gewalt in der Politik? Drei Beiträge. Information für die Truppe 1/1974, S. 42–54.
- Die Stellung der Kirchen im demokratischen Verfassungsstaat. In: Politische Studien 25, 1974, S. 79–85.
- Sozialstaat und politische Freiheit. Festvortrag anlässlich des Deutschen Apothekertages am 15. September 1974 in Hamburg. In: Apotheken-Report 4, 1974 (ohne Paginierung).
- Adenauers Sicherheitspolitik 1950–1951. In: Militärgeschichtliches Forschungsamt (Hrsg.): Aspekte der deutschen Wiederbewaffnung bis 1955. Boppard a. R. 1975, S. 119–147.
- Sozialstaat und Freiheit. Festvortrag anlässlich des Deutschen Apothekertages 1974. In: Apotheken-Report, Heft 4, Frankfurt 1974. Wiederabgedruckt in Beiträge zur Ontologie der Politik, 1993
- Die Entmythologisierung der Wissenschaft. Zur Organisationssoziologie der zeitgeschichtlichen Forschung in München unter besonderer Berücksichtigung des Bürokratieproblems. In: Institut für Zeitgeschichte (Hrsg.): 25 Jahre Institut für Zeitgeschichte. Statt einer Festschrift. Stuttgart 1975, S. 15–19.
- Sozialpolitische Stellungnahme zur Euthanasie. Normentheoretische Bemerkungen zu den Bestrebungen, den § 216 zu ändern. In: Hiersche, Hans-Dieter (Hrsg.): Euthanasie. Probleme der Sterbehilfe. Eine interdisziplinäre Stellungnahme. München 1975, S. 169–181. Wiederabgedruckt in Beiträge zur Ontologie der Politik, 1993
- Die Richtlinienkompetenz unter der Kanzlerschaft Konrad Adenauers. In: Blumenwitz, Dieter/Gotto, Klaus/Maier, Hans u. a. (Hrsg.): Konrad Adenauer und seine Zeit. Politik und Persönlichkeit des ersten Bundeskanzlers. Bd. 2. Beiträge der Wissenschaft. Stuttgart 1976, S. 339–351. Auch in: Die »vergessenen« Institutionen. Eine Analyse der Institutionen im parlamentarischen Regierungssystem der Bundesrepublik Deutschland. Handbücher der politischen Akademie Eichholz. Bd. 8. Melle 1978, S. 253–274.
- Konrad Adenauer oder was Politik ist und wie sie gemacht wird. In: Kohl, Helmut (Hrsg.): Konrad Adenauer 1876–1976. Stuttgart 1976, S. 1–8.
- Leitgedanken der politischen Parteien. In: Freiheit und Sicherheit im sozialen Rechtsstaat. Thesen zur Lage in der Bundesrepublik Deutschland. Hrsg. vom Institut der deutschen Wirtschaft. Köln 1978, ohne Paginierung (Blatt 1–4).
- Freiheiten unserer Zeit. Was das Grundgesetz fordert und ermöglicht. In: Die politische Meinung 23/176, 1978, S. 12–23.
- Bedrohung und Chancen der Freiheit. In: Geißler, Heiner (Hrsg.): Verwaltete Bürger – Gesellschaft in Fesseln. Bürokratisierung und ihre Folgen für Staat, Wirtschaft und Gesellschaft. Frankfurt a. M. u. a. 1978, S. 211–218.
- Probleme der Juridifizierung der Verfassung. In: Merten, Detlef/Morsey, Rudolf (Hrsg.): 30 Jahre Grundgesetz. Vorträge und Diskussionsbeiträge der 47. Staatswissenschaftlichen Fortbildungstagung der Hochschule für Verwaltungswissenschaften Speyer. Berlin 1979, S. 19–34.
- Aurelius Augustinus’ Friedensbegriff als Konzept einer modernen Theorie des Friedens. In: Kroneck, Friedrich J./Oppermann, Thomas (Hrsg.): Im Dienste Deutschlands und des Rechts. Festschrift für Wilhelm Grewe zum 70. Geburtstag. Baden-Baden 1981, S. 425–444. Wiederabgedruckt in Beiträge zur Ontologie der Politik, 1993
- Die Ethik der Macht. In: Wirtschaftliche Entwicklungslinien und gesellschaftlicher Wandel. Festschrift für B. Freudenfeld, Köln 1983. Wiederabgedruckt in Beiträge zur Ontologie der Politik, 1993
- Politische Bildung als Allgemeinbildung. Die Perspektive des Politikwissenschaftlers. In: Buchheim, Hans/Geißler, Erich E./Sutor, Bernhard: Politische Bildung als Allgemeinbildung. Hrsg. von der Bayerischen Landeszentrale für politische Bildungsarbeit. München 1985, S. 27–37.
- Anmerkungen zu Machiavellis »Il Principe«. In: Der Staat 25, 1986, S. 207–231. Wiederabgedruckt in Beiträge zur Ontologie der Politik, 1993
- Art. Gewalt. In: Ruh, Ulrich/Seeber, David/Walter, Rudolf (Hrsg.): Handwörterbuch religiöser Gegenwartsfragen. Freiburg i. Br. u. a. 1986, S. 140–145.
- Gewissen und gesellschaftliche Ordnung. Überlegungen zu einer Publikation über das Recht der Wehrdienstverweigerung aus Gewissensgründen. In: Herder-Korrespondenz 41, 1987, S. 285–290.
- Die geistesgeschichtliche Herkunft des demokratischen Verfassungsstaats. In: Krummacher, Hans-Henrik (Hrsg.): Geisteswissenschaften – wozu? Beispiele ihrer Gegenstände und ihrer Fragen. Eine Vortragsreihe der Johannes-Gutenberg-Universität Mainz im Wintersemester 1987/88. Stuttgart 1988, S. 77–85.
- Wie der Staat existiert. In: Der Staat 27, 1988, S. 1–21. Wiederabgedruckt in Beiträge zur Ontologie der Politik, 1993
- Politische Kriterien der Schuld an der NS-Herrschaft und deren Verbrechen. In: Maier, Hans/Matz, Ulrich/Sontheimer, Kurt (Hrsg.): Politik, Philosophie, Praxis. Festschrift für Wilhelm Hennis. Stuttgart 1988, S. 513–525. Auch in: Eifler, Günter / Saame, Otto (Hrsg.): Die Frage nach der Schuld. Mainzer Universitätsgespräche. Sommersemester 1987 und Wintersemester 1987/1988. Mainz 1988, S. 1–18. Wiederabgedruckt in Beiträge zur Ontologie der Politik, 1993
- Person und Politik. In: Gerhardt, Volker (Hrsg.): Der Begriff der Politik. Stuttgart 1990, S. 95–108. Wiederabgedruckt in Beiträge zur Ontologie der Politik, 1993
- Moderner Konservativismus. In: Mols, Manfred/Mühleisen, Hans-Otto/Stammen, Theo u. a. (Hrsg.): Normative und institutionelle Ordnungsprobleme des modernen Staates. Festschrift zum 65. Geburtstag von Manfred Hättich. Paderborn u. a. 1990, S. 13–23.
- Religion und Politik. Einige systematische Überlegungen. In: Forndran, Erhard (Hrsg.): Religion und Politik in einer säkularisierten Welt. Baden-Baden 1991, S. 65–76.
- Rationales Handeln bei Thukydides. In: Der Staat 30, 1991, S. 323–347.
- Von der Föderation zur Republik souveräner Staaten. In: Haungs, Peter/Graß, Karl Martin/Maier, Hans u. a. (Hrsg.): Civitas. Widmungen an Bernhard Vogel zum 60. Geburtstag. Paderborn u. a. 1992, S. 203–210. Wiederabgedruckt in Beiträge zur Ontologie der Politik, 1993
- Zu Hobbes »Leviathan«. In: Politisches Denken. Jahrbuch 1993, S. 47–57.
- Hans Globke – oder die Kunst des Möglichen im demokratischen Staat und unter totalitärer Herrschaft. In: Ballestrem, Karl Graf/Buchheim, Hans/Hättich, Manfred u. a. (Hrsg.): Sozialethik und politische Bildung. Festschrift für Bernhard Sutor zum 65. Geburtstag. Paderborn u. a. 1995, S. 77–92. XVIII.
- Das Prinzip »Nation« und der neuzeitliche Verfassungsstaat. Zeitschrift für Politik 42, 1995, S. 60–67.
- Despotie, Ersatzreligion, Religionsersatz. In: Maier, Hans (Hrsg.): Totalitarismus und Politische Religionen. Konzepte des Diktaturvergleichs. Bd. 1. Paderborn u. a. 1996, S. 260–263.
- Der neuzeitliche Staat und die heute bestehenden Möglichkeiten politischer Staatenverbindung. In: Burger, Rudolf/Klein, Hans-Dieter/Schrader, Wolfgang (Hrsg.): Gesellschaft, Staat, Nation. Wien 1996, S. 111–118.
- Zur Interpretation von Rousseaus »Du contrat social«. In: Der Staat 35, 1996, S. 389–409.
- Die fünfziger Jahre. Zwei Erfahrungsberichte (mit Hermann Graml). In: Möller, Horst / Wengst, Udo (Hrsg.): 50 Jahre Institut für Zeitgeschichte. Eine Bilanz. München 1999, S. 69–83.
- Ein Land aus der Retorte. In: Sarcinelli, Ulrich/Falter, Jürgen W./Mielke, Gerd (Hrsg.): Politische Kultur in Rheinland-Pfalz. Mainz u. a. 2000, S. 149–156.
- Politikwissenschaft als Demokratiewissenschaft/Wissenschaft von der Politik. Zum Tod von Manfred Hättich (1925–2003). In: Politische Vierteljahresschrift 44/2, 2003, S. 229 f. Antike Römische Republik und neuzeitlicher Republikanischer Staat. In: Politische Vierteljahresschrift 46, 2005, S. 313–323.
- Die Rationalität der gemeinen Menschenvernunft. Vom Primat praktischer Ratio. In: Der Staat 44, 2005, S. 608–621.
- Reform des Stammzellengesetzes. Ein neuer Stichtag? In: Zeitschrift für Rechtspolitik 5, 2008, S. 162 f.
- Ein Volk »gibt sich eine Verfassung«. Was kann das heißen? In: Kaspar, Hanna/Schoen, Harald/Schumann, Siegfried u. a. (Hrsg.): Politik – Wissenschaft – Medien. Festschrift für Jürgen W. Falter zum 65. Geburtstag. Wiesbaden 2009, S. 453–456.
- Zur Ideengeschichte des republikanischen Staates. In: Gröschner, Rolf/Lembcke, Oliver W. (Hrsg.): Freistaatlichkeit. Prinzipien eines europäischen Republikanismus. Tübingen 2011, S. 1–11. Politische »Philia« bei Aristoteles. In: Der Staat 51, 2012, 581–590

## Sekundärliteratur
- Rolf Gröschner: »Zur Ontologie der Politik. Hans Buchheims Politiktheorie im interdisziplinären Dialog« in: ZPol 7 (1997), S. 519–532.
- Armin Klein: Hans Buchheim: Was heißt und wie lehrt man politisch denken? in: Hans Karl Rupp / Thomas Noetzel (Hg.), Macht, Freiheit, Demokratie, Band 2, Die zweite Generation der westdeutschen Politikwissenschaft, Marburg 1994, S. 145–158; R
- Michael Henkel: “Politische Theorie als Theorie der politischen Praxis: Hans Buchheims Politikwissenschaft.” Zeitschrift Für Politik, vol. 50, no. 1, 2003, pp. 74–90.
- Karl Graf Ballestrem u. a.: Politisches Denken. Jahrbuch 2004. Duncker & Humblot GmbH, 2004.